# North Weeki Wachee
North Weeki Wachee är en ort (CDP) i Hernando County, i delstaten Florida, USA. Enligt United States Census Bureau har orten en folkmängd på 8 524 invånare (2010) och en landarea på 36,3 km².